# Don Albert

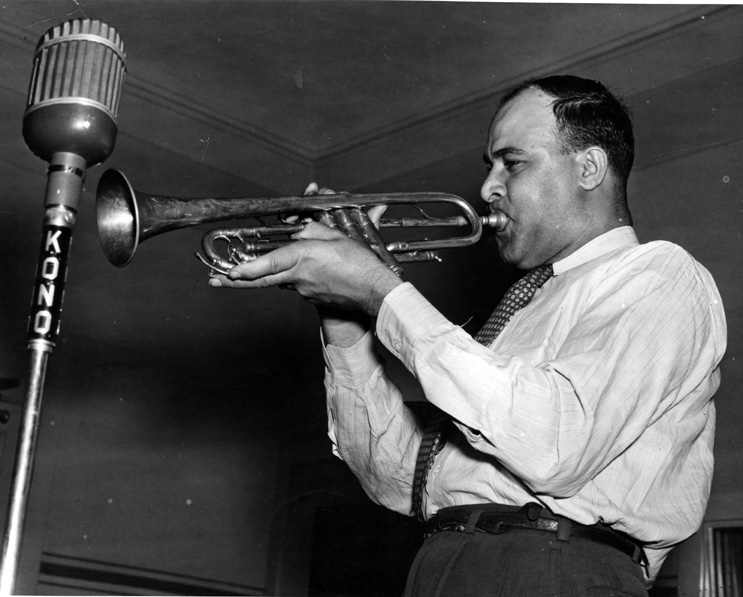
Don Albert

Don Albert (eigentlich Albert Anité Dominique, * 5. August 1908 in New Orleans, Louisiana; † 4. März 1980 in San Antonio, Texas) war ein amerikanischer Jazztrompeter und Bandleader des Swing.

## Leben
Albert spielte zunächst in den Parade-Brass-Bands des New Orleans Jazz. 1925 tourte er mit Alphonse Trents Band durch den Südwesten der Vereinigten Staaten. Von 1926 bis 1929 spielte er mit Troy Floyd in San Antonio, Texas; ab 1929 leitete Albert ein eigenes großes Orchester, das hauptsächlich in Texas spielte. Diese Territory Band trat auch in Mexiko, Kanada und New York auf und spielte hauptsächlich die großen Hits der Swingbands von Duke Ellington, Jimmie Lunceford und Andy Kirk wie On the Sunny Side of the Street oder Liza. Alberts Orchester, seit 1932 unter dem Namen America’s Greatest Swing Band, war die erste Formation, die die Bezeichnung „Swing Band“ im Namen führte. Die wichtigsten Musiker in seiner Band der 1930er Jahre waren der Trompeter Alvin Alcorn, der Pianist Lloyd Glenn und der Klarinettist Herbie Hall. Im Jahre 1936 entstanden einige Plattenaufnahmen für Vocalion Records. Mit dem Ende der Swingära schwand jedoch sein Erfolg; 1939 löste er seine Band auf. In den 1940er Jahren betätigte sich Albert als Clubbesitzer. 1949 hatte er eine eigene Formation, mit der er im Palace Theater in New York spielte. In den 1950er Jahren begann er wieder mehr aufzutreten und spielte bis in die 1970er Jahre mit kleineren Formationen. 1966 trat er mit Buddy Tate in New York auf sowie 1969 auf dem New Orleans Jazz Festival.
Don Albert ist ein Neffe des New Orleans-Trompeters Natty Dominique und ein Cousin von Barney Bigard.